# اونجا
اونجا (به انگلیسی: Unjha) یک منطقهٔ مسکونی در هند است که در Unjha Taluka واقع شده‌است. اونجا ۵۷٬۱۰۸ نفر جمعیت دارد و ۱۱۱ متر بالاتر از سطح دریا واقع شده‌است.